# Disney Channel (Turquía)
Disney Channel fue un canal de televisión abierta turco que transmitía programación orientada a niños y jóvenes. Es propiedad de The Walt Disney Company y fue lanzado el 29 de abril de 2007 a través de Digiturk, un servicio de satélite por suscripción turco. 
La cadena tenía su sede en Estambul, Turquía y la programación estaba doblada al turco.

## Historia
Disney Channel en Turquía empezó sus transmisiones en 2007, cuando se añadió una pista de audio en idioma turco en la transmisión de Disney Channel EMEA. En sus inicios tenía su sede en Londres, Reino Unido, pero después del lanzamiento de una señal independiente en 2012, su sede se trasladó a Estambul, Turquía.

### Transmisión en abierto
En 2011, Disney anunció que lanzaría una señal en turco de Disney Channel, exclusiva para ese país, como un canal de televisión abierto. Fue el tercer Disney Channel en convertirse en señal abierta, después de Disney Channel España en 2008 y Disney Channel Rusia  en 2011.
El 21 de diciembre de 2011, Disney lanzó una transmisión de prueba de Disney Channel en abierto, que solo transmitía promociones propias y no publicidad comercial o programas.
En enero de 2012, Disney lanzó oficialmente la versión abierta de Disney Channel en Türksat. El feed paneuropeo en Digiturk fue reemplazada por la señal turca y el canal comenzó a estar disponible en D-Smart y Teledünya.
El 16 de junio de 2014, Disney Channel renovó su logotipo y continuidades, como parte de la renovación de la marca  a nivel munidial de Disney Channel.
El 21 de marzo de 2022, se anunció en la página de Instagram del canal que el canal iba a cesar sus transmisiones. Posteriormente se confirmó el cierre del canal para el 31 de marzo del mismo año, con la programación trasladándose a Disney+, a lanzarse en junio de 2022.